# Imunossenescência
A imunossenescência é o processo de deterioração gradual do sistema imunológico decorrente do envelhecimento natural do organismo. Passa pela perda da capacidade do corpo em responder a infecções e deterioração da memória imunológica, especialmente da vacinação.. É considerado um fator de mortalidade entre os idosos.
Esta deterioração do sistema imunológico relacionada à idade afeta principalmente os linfócitos T, que são as células responsáveis pela resposta celular às infecções, devido à involução do timo. O timo, órgão responsável pela produção e maturação dessas células, sofre alterações durante o processo de involução, onde passa a substituir a sua constituição de tecido linfoide por tecido adiposo, diminuindo assim a sua capacidade de produção de linfócitos T . Dá-se também o declínio da proporção de células T virgens, em comparação com as células T de memória, onde as células T virgens remanescentes se apresentam defeituosas, produzindo menos citocinas (proteínas reguladoras) .
Tal redução na produção de linfócitos T e citocinas gera empecilhos para a ocorrência de uma resposta imunitária eficaz para os antígenos vacinais ou contra patógenos invasores. Outros fatores relatados na população idosa que contribuem para a baixa capacidade protetora das vacinas ou ao aumento da suscetibilidade a doenças infecciosas são a redução da capacidade fagocítica de neutrófilos e macrófagos, a diminuição do número de células de Langerhans na epiderme e a alta produção de auto-anticorpos, os quais agem contra antígenos próprios, associada a perda gradual da capacidade de diferenciação de antígenos estranhos  .